# روگالاند

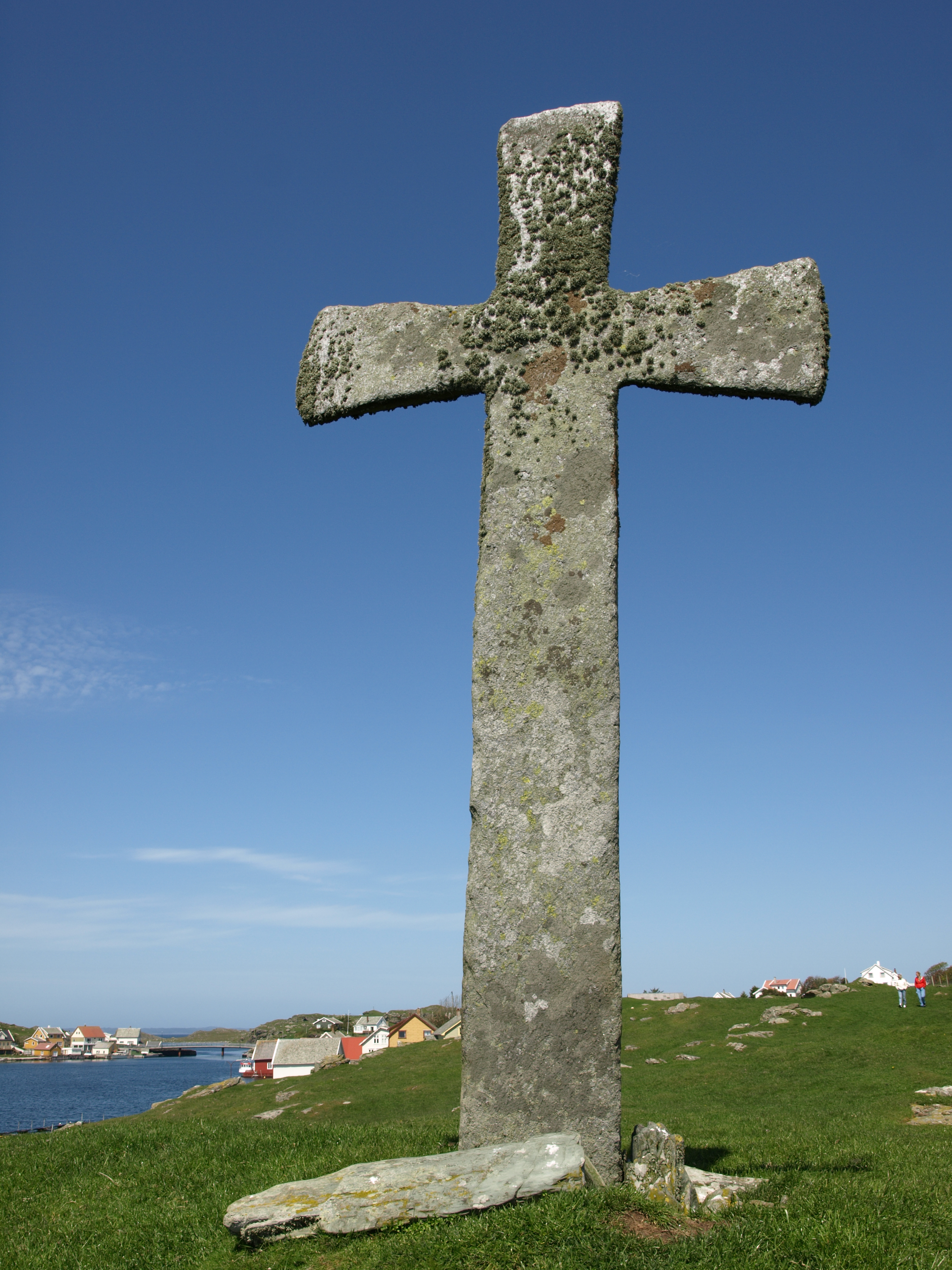
صلیب سنگی یکی از معروفترین نشانه‌های تاریخ تمدن در استان روگالاند است.

روگالاند (تلفظ [ˈrû:ɡɑlɑn]  ( گوش دهید)) یک استان درمنطقه غرب نروژ است. استان روگالند از غرب با دریای شمال و از شمال با استان وستلند، از شرق با استان وستفولد اوگ تلمارک و نیز از شرق و جنوب شرقی با استان آگدر همسایه است. در سال ۲۰۲۰ میلادی، استان روگالاند، ۴۷۹،۸۹۲ نفر جمعیت داشت. مرکز اداری این استان، شهر استاوانگر، یکی از بزرگترین شهرهای نروژ است.
استان روگالند، جنوب غربی‌ترین منطقه نروژ است. و شامل امتداد ساحلی بین سوکندال در جنوب شرقی و هوگسوند در شمال غربی است. علاوه بر این، استان روگالند، شامل جزایری می‌شود که درون خلیج‌های کوچک، چند شاخه و باریک، مانند بوکنافیورد، در خطوط ساحلی منطقه تشکیل شده‌اند.
در سال ۲۰۰۲، با انتقال شهرداری اولن از استان هوردالاند و الحاق آن به استان روگالاند، این استان گسترش یافت. سپس شهرداری اولن در سال ۲۰۰۶ در شهرداری ویندافیورد ادغام شد و شهرداری جدید ویندافیورد را تشکیل داد.

## زمین‌شناسی و شکل زمین
از نظر زمین‌شناسی، روگالند از دو عنصر اصلی تشکیل شده‌است، یکی سنگ بستر در جنوب شرقی و مناطق متعلق به  رشته کوه کالدونین در شمال غرب؛ و دیگری، مناطق وسیعی با  سنگهای رسوبی کم و بیش تغییر شکل یافته که در چندین مکان ظاهر می‌شوند و بستری نسبتاً سست را تشکیل می‌دهند. در چنین بستری، قسمت بیرونی و باز بوکنافیورد حفاری شده‌است. این فیورد یا آبدره یک تقسیم جغرافیایی مهم بین  یَرِن در جنوب و ریفیلکه و شبه جزیره هاگالاند در شمال ایجاد می‌کند. در شرق بوکنافیورد، مناطق کوهستانی وسیعی وجود دارد، مانند کوه‌های بلند روگالاند، که در شرق، در مرزهای استان اگدر ادغام می‌شوند. در  شهر دالانه در جنوب شرقی، سنگ بستر، شامل صخره‌های گوناگونی است که منظره ای به شدت ناهموار و نامنظم را تشکیل می‌دهند. در امتداد ساحل، نوعی سنگ غنی از فلدسپات ،آنورتوزیت، غالب است، که به آرامی فرسایش یافته و تبدیل به خاک می‌شود. این منطقه در بسیاری از نقاط نسبتاً بی آب و علف و لم یزرع، به نظر می‌رسد. در بخش‌های داخلی سنگهای دگرگون شده گنیس بیشتر معمول است. اگر از بریدگی های خرد جزیره‌های سنگی ; صرف نظر کنیم، ساحل اصلی نسبتاً شکل خط مستقیمی را دارد. زمین منطقه، رو به داخل، بالا رفته و در بخش شمال، در مرز ریفیلکه، به ارتفاع ۱۰۰۰ متر بالاتر از سطح دریا می‌رسد. توده‌های قابل ملاحظه خاک و گل سست، تنها در دره‌های تنگ منطقه، یافت می‌شود. منابع قابل توجه ایلمنیت در جنوب شرقی  اگرسوند یافت می‌شوند. یک معدن متروک تنگستن، در بیرکریم، وجود داشته‌است.

## جمعیت
ظاهراً قدیمی‌ترین شهرک روگالاند حداقل ۷۰۰۰ سال پیش، در مناطق کوهستانی شمالی‌ترین قسمت استان، واقع شده بوده‌است. احتمالاً مناطق کشاورزی درجنوب استان تا ۱۰۰۰ سال بعد از آن ساکن نشده‌است. در سده‌های نخست عصر ما، سکونتگاه‌ها گسترش زیادی یافت. با این حال، در سالهای بین ۶۰۰ و ۷۰۰ بعد از میلاد، این گسترش متوقف و حتی سیر قهقرایی داشته‌است؛ تا دوره جدیدی از رشد مناطق مسکونی درعصر وایکینگها و قرون وسطی شکل گرفت. در حدود سال ۱۷۰۰، جمعیت در استان روگالاند تنها ۲۶ هزار نفر بود، در۱۸۰۰ به ۴۱ هزار نفر افزایش پیدا کرد. اما از سال ۱۸۰۰ تا پایان دهه ۱۸۴۰، جمعیت دو برابر شد و در سال ۱۹۲۰ به ۱۶۶ هزار نفر رسید. رشد سریع جمعیت در قرن ۱۹ احتمالاً به دلیل شرایط خوب در ماهیگیری و کشتیرانی، روشهای جدید کشت محصولات کشاورزی و شاید مهمتر از همه آغاز روند صنعتی شدن در این منطقه جغرافیایی بوده‌است.

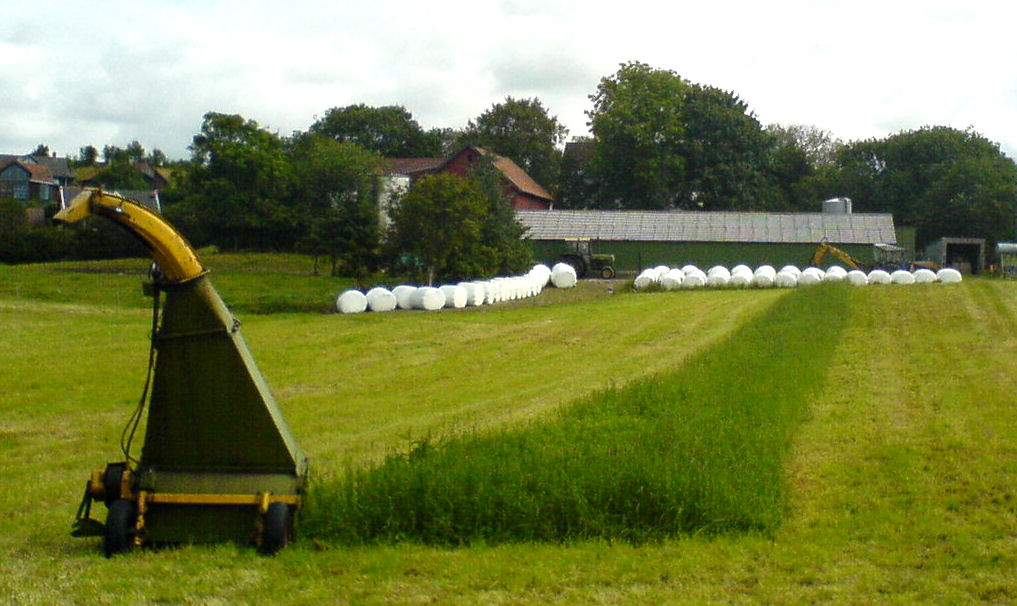
منطقهٔ یَرِن، در امور کشاورزی بسیار فعال است. تصویر یک دستگاه دروگر علوفه را در مزرعه ای در یَرِن نشان می‌دهد. این دستگاه علوفه در یک کارخانه محلی که سابقه آن به سال۱۸۶۴ می‌رسد، ساخته شده‌است. عکس: Pål Berge

## معاش اجتماعی
تأمین معاش اجتماعی در استان روگالاند، دارای تنوع است. اقتصاد روگالاند، در همه مراتب اقتصادی، از تولیدات اولیه، مانند کشاورزی و ماهیگیری گرفته، تا تولیدات ثانویهٔ صنعتی، مانند استخراج نفت و معادن و نیز تولیدات ثالثیهٔ خدماتی مانند کشتی‌رانی، در مقایس سراسری کشور نروژ نقش مهمی دارد. طبیعتاً تولیدات خدماتی، تا حد زیادی، وابسته و پیرو صنایع نفت هستند.

### کشاورزی و دامداری
در استان روگالاند، فعالیت کشاورزی دارای مرتبه ای برجسته، حتی در مقایس سراسر کشور است. دلیل این امر هم مهارتهای حرفه ای کشاورزان استان روگالاند بوده؛ و هم اوضاع اقلیمی، مرغوبیت خاک و به خصوص سیاست‌های حساب شده به منظور بهره‌برداری همه‌جانبه از اراضی کشاورزی بوده‌است.
از اواخر قرن نوزدهم، با وجود رشد مناطق شهری، تقریباً به‌طور مداوم، زمین‌های کشاورزی، در درجه اول در  منطقهٔ یَرِن، گسترش یافته‌است و تلاش زیادی به منظور تقویت دامداری متنوع و مؤثر، انجام گرفته‌است. یک پیش شرط مهم برای این امر، علاوه بر بهره‌برداری کارآمد، از زمین‌های زیر کشت، استفاده مناسب از مناطق واقع در حاشیه و نیز مصرف خوراک دامی تقویت شده بوده‌است. در پرورش گوسفند، مناطق وسیعی هم در قسمت مرتفع  منطقهٔ یَرِن، و هم در قسمتهای جنوبی ریفیلکه، و نیز مناطق حاشیه ای، خارج از مرزهای استان، برای چرای دامی استفاده می‌شود.

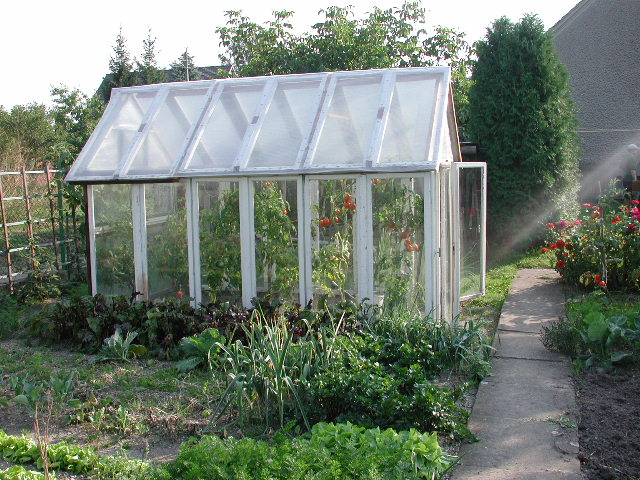
در نروژ، کشت خیار و گوجه فرنگی، عمدتاً درون گلخانه انجام می‌گیرد.

اندازه متوسط مزارع در استان روگالاند چندان بزرگ نیست. طبق آمار سال ۲۰۱۹، مزارع بزرگتر از ۵ هزار متر مربع، در استان روگالاند، به‌طور متوسط، حدود ۲۴۵ هزار متر مربع، زمین زیر کشت دارند. در حالی که این سطح، در مقیاس کل کشور نروژ، حدود ۲۵۲ هزار متر مربع است. در مورد فعالیت دامداری، استان روگالاند، در مقایسه با سایر مناطق کشور،
بیشترین تعداد خوک، گاو، گوسفند و مرغ را در سال ۲۰۱۹ داشته‌است. اهمیت روگالاند، از نظر کشاورزی، به مثابه یک استان نروژ، بیشتر مدیون  منطقهٔ یَرِن، است که تقریباً نیمی از سطح کشاورزی این استان را در اختیار دارد. تولید شیر نقش بسزایی در تمام نقاط استان روگالاند دارد. پرورش گوسفند در  دالانه، ریفیلکه و برخی مناطق در شهرستان هاگالاند نیز، علاوه بر قسمتهای مرتفع  منطقهٔ یَرِن، اهمیت قابل توجهی دارد. مشخصهٔ مهم دیگر در اقتصاد  منطقهٔ یَرِن، علاوه بر وجود گله‌های بزرگ گاو و گوسفند، وجود تعداد قابل توجهی خوک و مرغ است. استان روگالاند، بخش بزرگی از کل اراضی زیر کشت در کشور نروژ را زیر شیشه دارد. کشت گلخانه ای صیفی جاتی مانند، خیار و گوجه فرنگی، به خصوص در جزایر بوکنافیورد، قابل توجه است. دو شهرداری سابق این استان در مجموع حدود نیمی از مساحت کشت گوجه فرنگی کل کشور نروژ را شامل می‌شوند. این دو جزیره مهمترین منطقهٔ کشور برای کشت صیفی جات از دوران بین دو جنگ جهانی بوده‌اند.

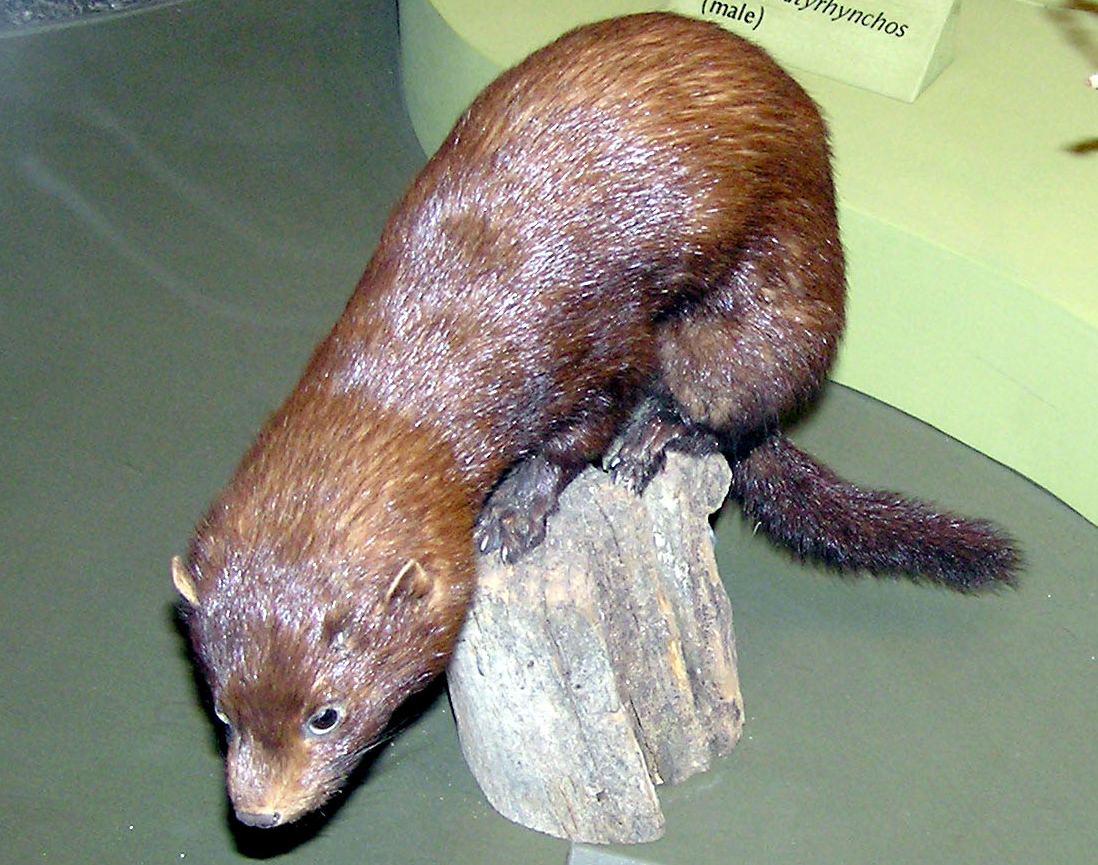
از مینک، در تولید خز استفاده می‌شود.

به غیراز این، کشت میوه به صورت پراکنده در ریفیلکه و در جزایر داخلی بوکنافیورد انجام می‌گیرد. همچنین استان روگالاند دارای تعدادی مزرعه پرورش و تولید خز، به صورت عمده، از جنس مینک است.

### جنگلداری
سطح جنگل‌هایی که برای مقاصد تولیدی، بهره‌برداری می‌شوند، تنها ۱۵ درصد از کل مساحت روگالاند را پوشش می‌دهد. در استان روگالاند جنگلداری نسبتاً اهمیت کمتری دارد. در سال ۲۰۱۹، ۱۵۳٬۰۰۰ متر مکعب، جنگل برای فروش قطع شد. از استان‌های نروژ، فقط اسلو، ترومس، سون او فیوردانه و فینمارک، در سال ۲۰۱۹ برداشت سالانهٔ کمتری داشتند.

### ماهیگیری

هوگسوند- شهری که بر روی استخوان‌های شاه ماهی ساخته شده‌است.

در استان روگالاند، در سال ۲۰۱۹، صیادان ماهی، بدون واسطه، ۲٫۴۹۲ کرون نروژ، ماهی صید شده، به خاک نروژ تحویل داده‌اند. از نظر ارزش محاسبه شده، بر حسب کرون نروژ، این مقدار، معادل ۱۰ درصد از کل صیدی است که در سال ۲۰۱۹ به خاک نروژ تحویل داده شده‌است. بخش عمدهٔ این ماهیگیری در آب دریاهای باز، صورت می‌گیرد که به اصطلاح به آن ماهی لجه می‌گویند. تقریباً ۸۹ درصد از ماهی تحویل شده، در استان روگالاند، بر حسب ارزش به کرون نروژ، ماهی صید شده در لجه است.
صید سنتی سخت پوستان و نرم تنان، مانند، خرچنگ، میگو و صدف در سال‌های اخیر، تا حدودی در استان روگالاند، کاهش پیدا کرده‌است. صید سنتی سخت پوستان و نرم تنان، در استان روگالاند، تنها ۳٫۲ درصد از ارزش کل صید تحویل شده، به استان را تشکیل می‌دهد. در شهرهای هوگسوند و  اِگرسون و مناطق اطراف آنها، ماهیگری رواج بیشتری از دیگر مناطق استان روگالاند دارد.
تعداد مزارع پرورش ماهی، در استان روگالاند زیاد است. در سال ۲۰۱۹  ماهی آزاد و دیگر گونه‌های ماهی، به ارزش دست اول ۴٬۷۱۰ میلیون کرون در مزارع پرورش ماهی این استان ذبح شده‌اند. این مقدار ۶٫۶ درصد ارزش کل حجم کشتار ماهی، در سطح ملی بوده‌است.
در استان روگالاند، تعدادی رودخانهٔ دارای ماهی آزاد و  ماهی قزل آلا جریان دارند.
در سال ۲۰۱۹ میلادی، ۴۸٬۳۵۲ کیلوگرم یا ۱۰٫۶ درصد از صید رودخانه‌های کشور نروژ، در استان روگالاند، صورت گرفته‌است. از این مقدار ۹۷ درصد، به  ماهی آزاد، اختصاص داشته‌است. رودخانه‌های دارای ماهی آزاد، در بیشتر نقاط استان وجود دارد. از مهمترین رودخانه‌ها با توجه به میزان ماهی صید شده در سال ۲۰۱۹ می‌توان، برای نمونه از سولداسلوگن و فیگیوالوا نام برد که ۱۵ درصد صید رودخانه ای، در استان روگالاند، در آن به عمل آمده‌است.

### صنایع

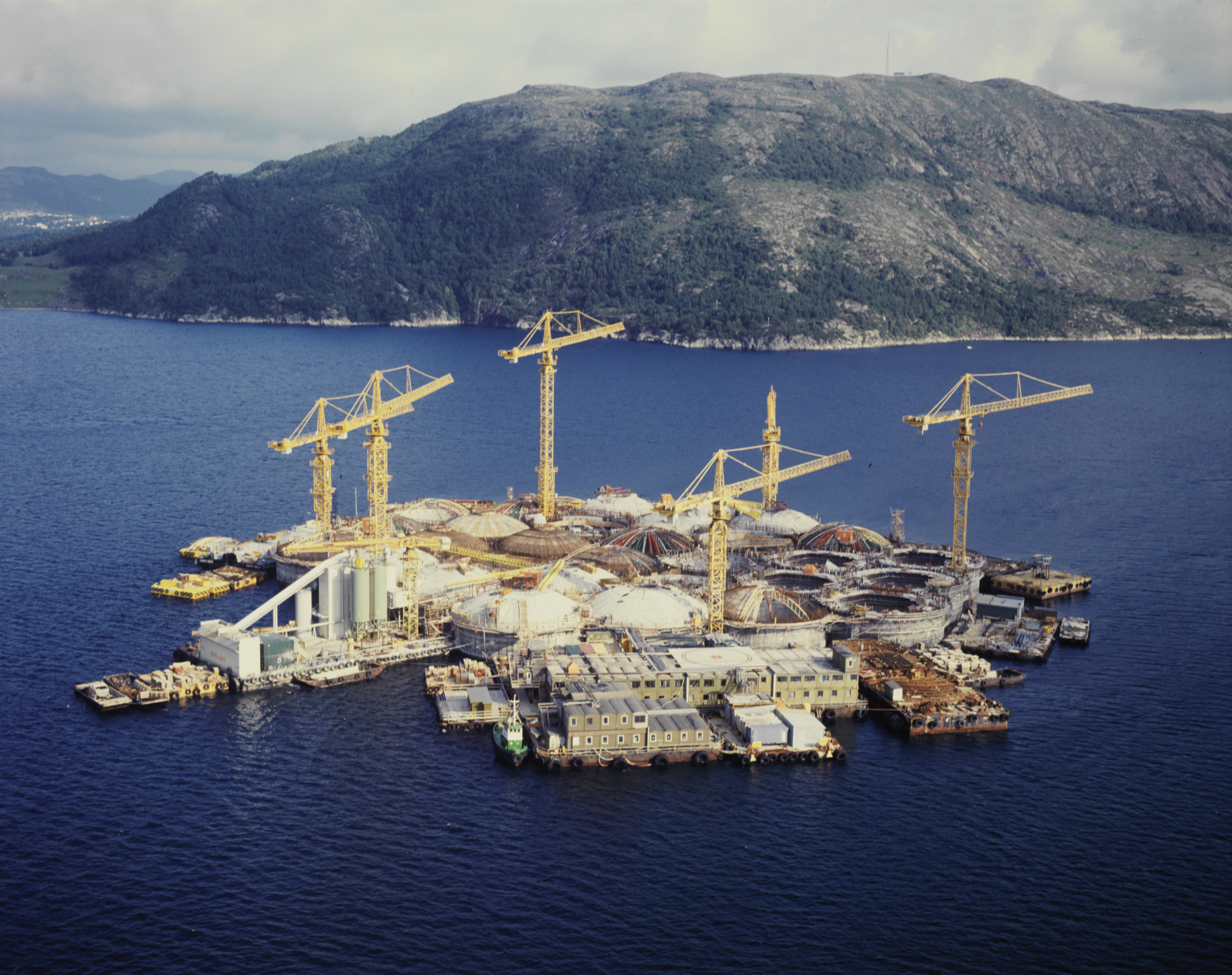
یک سکوی نفتی در نزدیکی استاوانگر، مرکز استان روگالاند.

استان روگالاند، در سال ۲۰۱۹ میلادی، ۵۴٬۱۵۰ نفر شاغل در صنایع و معادن و از جمله صنعت نفت داشته‌است. این تعداد معادل ۲۰٫۱ درصد از تعداد کل کارکنان این شاخهٔ اقتصادی، یعنی تولیدات ثانویه، یا صنعتی، در مقیاس ملی است. با این اوصاف، روگالاند مهمترین استان صنعتی کشور، بر اساس میزان اشتغال است، موقعیتی که این استان از اواسط دهه ۱۹۹۰ تا کنون همواره حفظ کرده‌است.

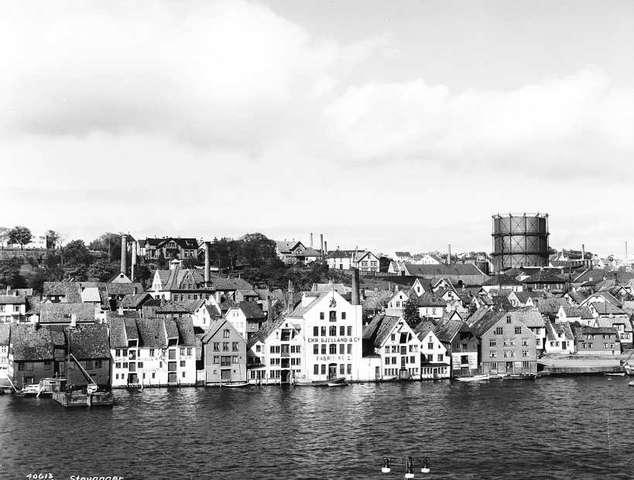
کارخانه‌های کنسرو در استاوانگر در دهه ۱۹۳۰. عکس: Anders Beer Wills / موزه مردمی نروژ

سهم نسبتاً بالای روگالاند، از اشتغال صنعتی کشور در دهه‌های اخیر، به این دلیل است که بخش مهمی از صنایع کشور، از جمله صنعت نفت، در این استان، متمرکز شده‌است. به نوبهٔ خود صنعت نفت نیز باعث رشد فعالیت‌های مختلف تولیدی و اقتصادی، در ارتباط با نفت و بازارهای نفتی شده‌است.
بهره‌برداری از معادن، شامل استخراج نفت و خدمات مرتبط، با ۵۵ درصد از اشتغال در این بخش از فعالیت ثانویهٔ اقتصادی، یعنی تولیدات صنعتی در سال ۲۰۱۹ میلادی، مهمترین راه امرار معاش اجتماعی، در استان روگالاند بوده‌است. اکثریت قریب به اتفاق اشتغال در این حوزه‌های اقتصاد ی، مربوط به استخراج نفت و خدمات مربوط به آن است. اما علاوه بر نفت، استان روگالاند، فعالیتهای سنتی تولیدی قابل توجهی، در بهره‌برداری از معادن دیگر نیز دارد.
بزرگترین تولید کنندهٔ ایلمنیت در کل اروپا، در شهر در سوکندال در جنوب استان روگالاند، قرار دارد. چند شرکت استخراج و بهره‌برداری از سنگ ساختمانی در دالانه و ریفیلکه و اگرسوند، وجود دارند که بخش قابل توجهی از محصولات خود را به خارج از نروژ صادر می‌کنند. و در نهایت می‌توان از بهره‌برداری مؤثر از ذخایر شن و ماسه در ویندافیورد و ریفیلکه نام برد.
شاخه مهم دیگر تولیدات صنعتی با سهم ۲۶ درصد از اشتغال در صنایع، کارخانه‌های تولیدی است. بیشتر این کارخانه‌ها مشغول تولید ساختارهای صنعتی (از جمله سکوهای کشتی سازی و حفاری)، ماشین آلات صنعتی، تجهیزات حمل و نقل و دیگر تولیدات فلزی هستند. تولید سکوهای نفتی، به ویژه در استاوانگر (مرکز استان) و هوگسوند انجام می‌گیرد. اما امکان تحویلات جزئی، مانند تجهیزات مربوط به سکوها در دیگر نقاط استان نیز وجود دارد.
تولیدات کارگاهی به‌طور کلی همچنین در چندین شهرک واقع در  منطقه یَرِن، جایی که تعدادی از بزرگترین کارخانه‌های کشور برای ادوات و ماشین آلات کشاورزی قرار دارند، به خوبی نمایان است. به غیر از موارد نام برده، فعالیت‌های قابل توجهی در این حوزهٔ صنعتی، در کارموی و اگرسوند نیز وجود دارد.
دراستان روگالاند صنایع به‌طور سنتی بر اساس مواد اولیه خود استان، مانند ماهی و محصولات کشاورزی و تولید برق، بنا شده‌اند و این ساختار هنوز حتی با وجود وابستگی به نفت، به خوبی مشهود است.
در استان روگالاند، تولید مواد خوراکی که دارای تنوع زیادی است، مهمترین شاخه تولید اقتصادی، پس از فعالیتهای معدنی / نفتی و صنعت مهندسی است. میزان فعالیت در تولیدات غذایی ۹٫۱ درصد از شاغلان تولیدات، در سال ۲۰۱۹ را شامل شده‌است. این فعالیت اقتصادی، شامل لبنیات، کشتارگاه، صید و پرورش ماهی، نگهداری میوه و سبزی، آسیاب غلات و غیره است. فعالیت در تولید مواد غذایی دارای گستردگی جغرافیایی است، اما دراستان روگالاند، هنوز بیشتر روی  منطقه یَرِن تمرکز دارد. به غیراز این، فعالیت‌های آسیاب در ریفیلکه و تولیدات ماهی به ویژه در هوگسوند، کارموی و اَیگرسوند قابل توجه است.

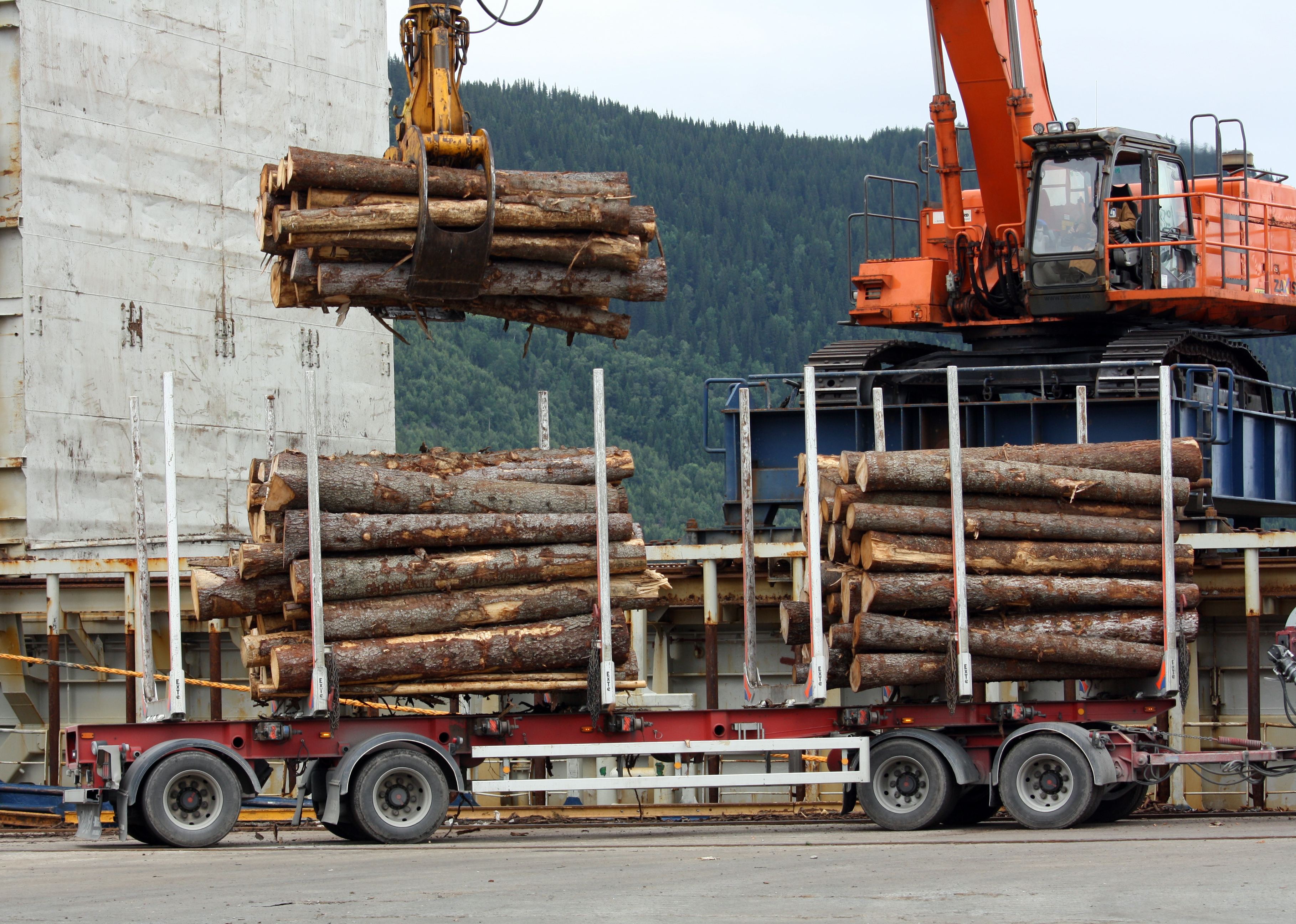
تولید الوار و چوب

#### چوب و فلزات
در استان روگالاند،  صنعت الوار وچوب ۲٫۱ درصد از شاغلان صنایع، در سال ۲۰۱۹ را شامل شده‌است. صنعت  صنعت الوار وچوب، به میزان قابل توجهی در شهرداری‌های  منطقه یَرِن واقع شده‌است. صنعت پایه آهن و فلز، که ۲٫۴ درصد از اشتغال صنعتی دراستان روگالاند را در اختصاص خود دارد، تا حد زیادی تحت مدیریت کارخانه‌های هیدرو آلومینیوم در کارموی و صنعت گدازگری  ساودا است که آلیاژهای آهن و فولاد را تولید می‌کنند. در یارپلند واقع در ساحل نیز فعالیت مهمی در این صنعت انجام می‌شود.

#### نساجی

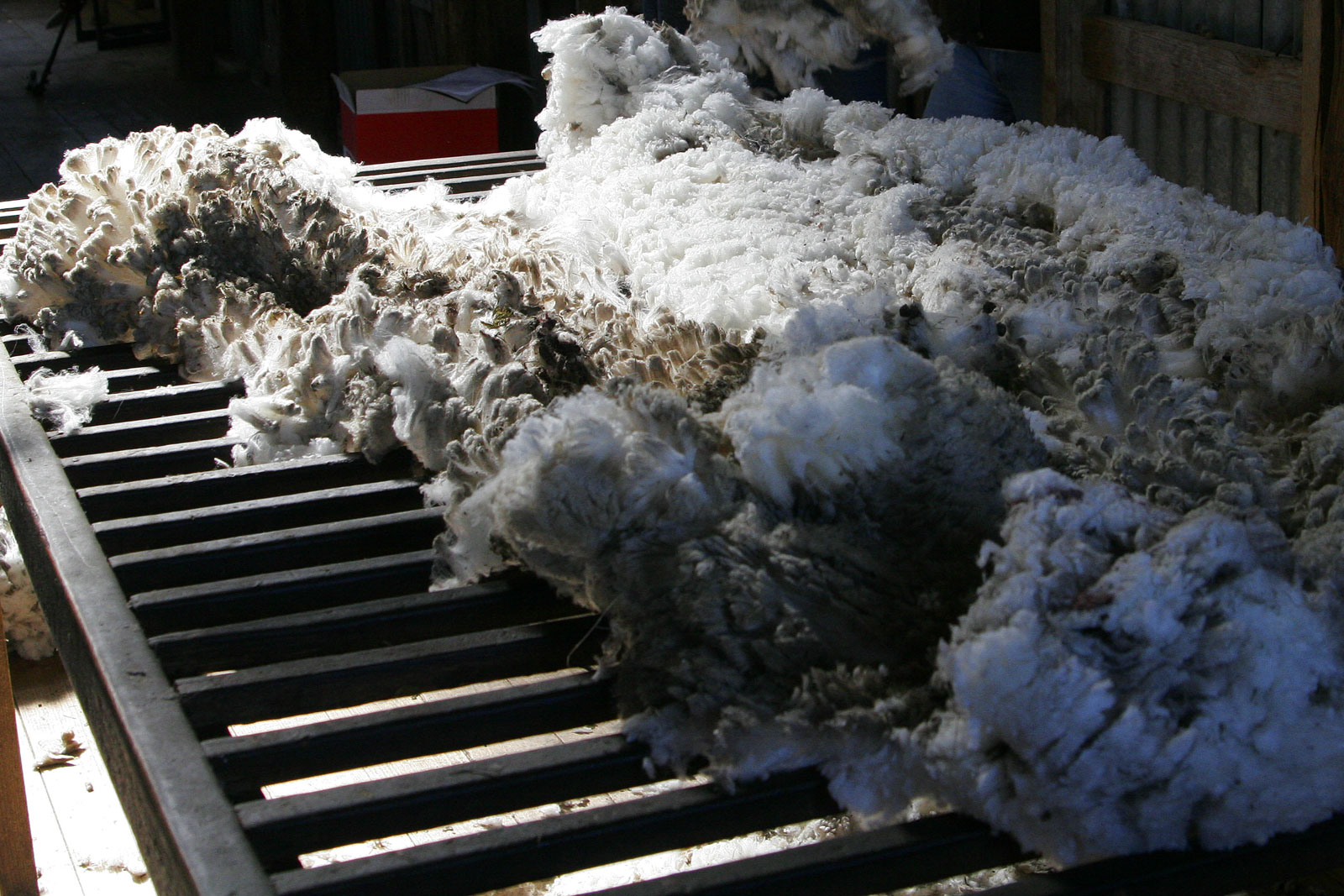
تولید و پردازش پشم

اگرچه امروزه صنعت نساجی و پوشاک، کمتر از یک در صد از کارکنان تولیدات در بخش اقتصاد ثانویه را به خود مشغول می‌کند، اما شرکت‌های نساجی واقع در اُلگوُرد،  ساندس، و استاوانگر در قسمت شمالی  منطقه یَرِن در مقیاس ملی دارای اهمیت زیادی هستند.
از جمله چند واحد از بزرگترین شرکت‌های تولید و پردازش پشم در کشور نروژ در این منطقه متمرکز شده‌اند.
کارخانه‌ها و سایر صنایع دارای اهمیت در زمینه ملی، تولید لاستیک، پلاستیک و محصولات معدنی هستند. از جمله تولید چینی شیشه ای فیگیو در  ساندنس و تولید بتن در ارتباط با رسوبات شن و ماسه در اُردال و ویندافیورد.

### گردشگری

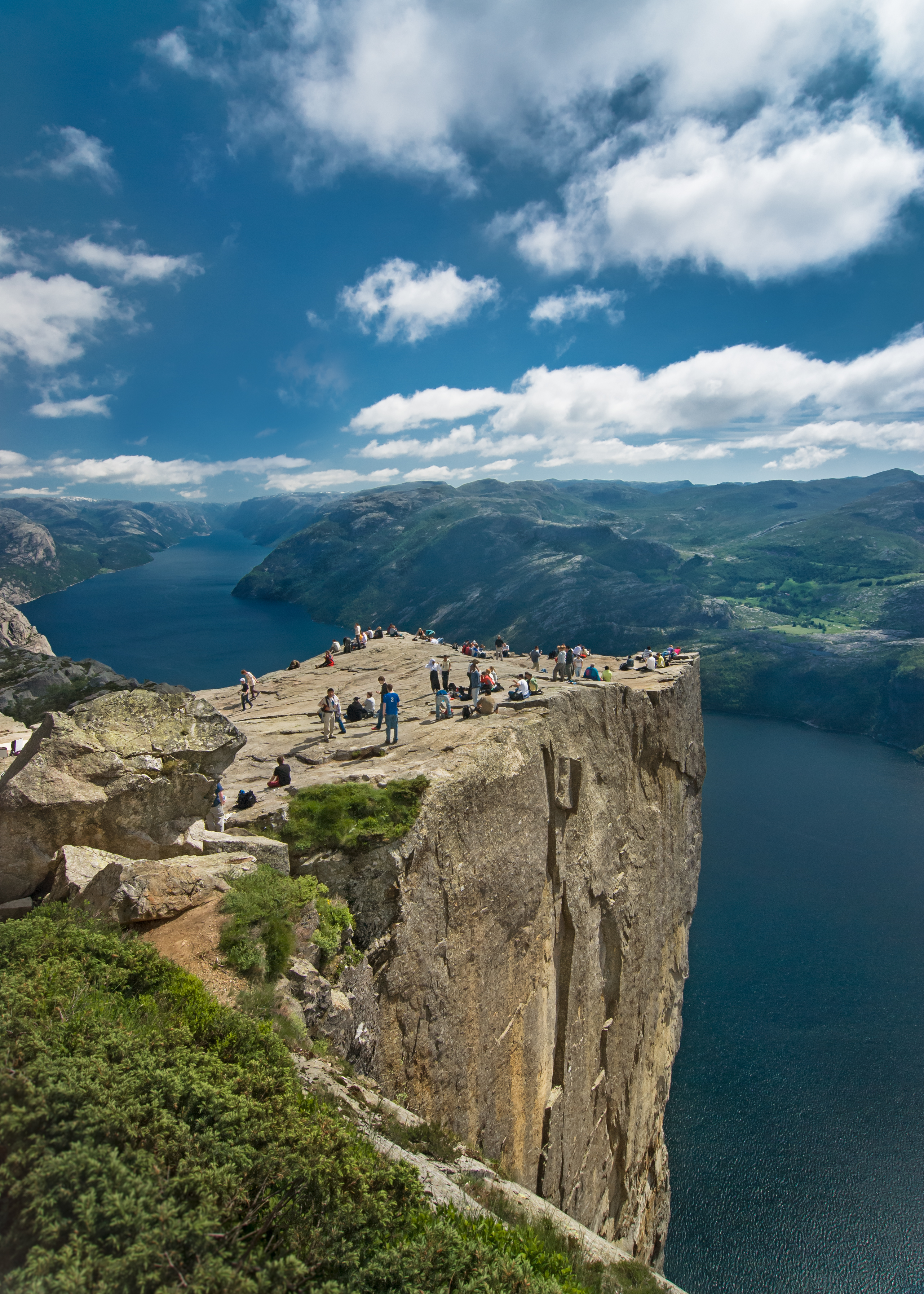
پریکستولن در ریفیلکه، استان روگالاند. گردشگری تفریحی در این استان، رونق چندانی ندارد. ۶۰ در صد اقامت در هتل‌ها در ارتباط با امور شغلی است.

دیدار سنتی گردشگران از دیدنی‌های استان روگالاند، در حقیقت، دارای همان اهمیت دیگر مناطق غربی نروژ نیست. این تفاوت، در درجهٔ کمتر اهمیت، از جهات مختلفی مشهود است. به عنوان مثال، هتلها به میزان قابل توجهی در شهرها واقع شده‌اند و تابستان، فصل اوج گردشگری، در استان روگالاند، مانند اکثر نقاط دیگر در  غرب نروژ نمود متمایزی ندارد. دیگر این که اقامت‌های بیش از یک شبانه روز، در استان روگالاند، تا حد زیادی مربوط به فعالیت‌های کاری و تجاری است؛ یعنی ۶۰ درصد اقامت‌های بیش از یک شبانه روز در ارتباط با کار است. این نسبتی است که تنها از  آکرهوس و وستفولد کمتر است. این میانگین در سطح کل کشور نروژ، در سال ۲۰۱۹ میلادی، ۴۸ درصد بوده‌است.

## یادداشت
1. ↑   به نروژی:1)https://no.wikipedia.org/wiki/Rennesøy * ;2) https://no.wikipedia.org/wiki/Finnøy *